# Държавно устройство на Мозамбик
Мозамбик е президентска република.

## Законодателна власт
Законодателен орган в Мозамбик е еднокамарен парламент, състоящ се от 250 народни представители, избирани за срок от 5 години. Избирорната бариера е 5 процента.